# 드라이브 (기업)
주식회사 드라이브(일본어: 株式会社ドライブ 가부시키가이샤 도라이부[*], 영어: Drive Inc.)는 일본의 음악 및 애니메이션 제작회사다.

## 역사
2015년 5월, 음악 관련 일을 오랫동안 자유롭게 해 온 나카무라 치에에 의해 설립되었다. 음악 제작, 애니메이션 제작의 두 사업제를 취하고 있다.
음악 레이블 'müchette'를 운영하고 있다.

## 작품

### TV 애니메이션
- 임사!! 에코다짱 (2019년)
- ACTORS -Songs Connection- (2019년)
- 텟펜!!!!!!!!!!!!!!! (2022년)
- 불멸의 그대에게(제2기) (2022년)
- 이 멋진 세계에 폭염을! (2023년)
- 모모치네 집 요괴 왕자 (2024년)
- 이 멋진 세계에 축복을! 3 (2024년)
- 아마가미 씨네 인연 맺기 (2024년)
- 힘내라! 나카무라 군!! (2025년)

### Web 애니메이션
- 블라드 러브 (2021년)